# Autorespiratore ad aria

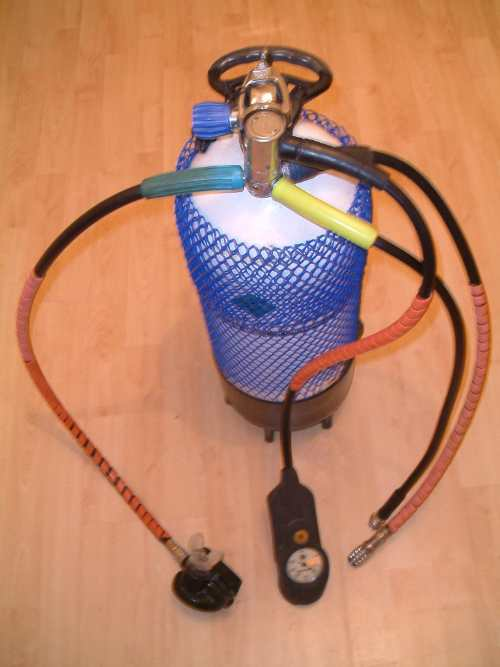
Un set ARA con monobombola

L'autorespiratore ad aria, o sistema ARA (acronimo ARA), è l'insieme di strumentazioni usate per l'Immersione subacquea che, nella maggior parte dei casi, è composto da:
- la bombola, caricata con aria compressa, che costituisce la riserva d'aria del subacqueo;
- l'erogatore, che consente di respirare l'aria dalla bombola quando si è immersi in un liquido per molto tempo e fino a ragguardevoli profondità senza sforzo alcuno e soprattutto in condizioni fisiologiche pressoché normali. L'erogatore a sua volta si suddivide in primo e secondo stadio. Il primo stadio è il componente direttamente collegato alla bombola ed è utilizzato per ridurre l'alta pressione dell'aria contenuta nella bombola stessa (caricata alla pressione massima di 200 bar) fino ad una pressione intermedia detta anche bassa pressione pari a circa 8/10 bar, e superiore a quella ambiente. Il secondo stadio si collega al primo tramite un tubo a bassa pressione (chiamato comunemente "frusta") e permette un'ulteriore riduzione di pressione, fino a quella dell'ambiente in cui ci si trova a respirare (cioè quella alla profondità a cui ci si trova) rendendo l'aria facilmente respirabile per il sub. L'erogatore prende anche il nome di "octopus" per la sua similitudine con i numerosi tentacoli del polpo, grazie alle varie "fruste" fissate al primo stadio.[2]
- il manometro, uno strumento indispensabile per controllare l'aria residua nella bombola. È collegato alla bombola tramite una sezione del primo stadio che non subisce riduzioni di pressione e a quest'ultimo tramite una "frusta" ad alta pressione.

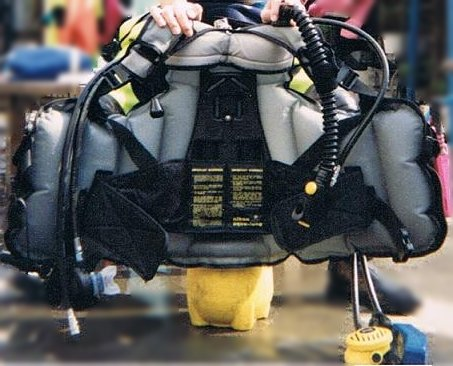
Un set ARA con Jacket

Un nome molto diffuso per questi tre componenti è SCUBA (Self Contained Underwater Breathing Apparatus), tanto che a livello internazionale è usato per definire il tipo di immersione, attrezzature e sistemi subacquei. Un altro nome molto comune all'estero è Aqua-lung.
Inoltre si hanno di solito, collegati all'insieme di cui sopra:
- il GAV (Giubbotto ad assetto variabile), denominato anche Jacket che permette di "stabilizzarsi" sott'acqua (in modo simile alla vescica natatoria dei pesci), e che serve inoltre ad indossare comodamente la bombola come uno zaino;
- il profondimetro, uno strumento utile per conoscere la profondità a cui ci si trova.

Dal 1970 in poi, i subacquei, dato l'aumento della quantità di strumenti subacquei utilizzati, per comodità, hanno cominciato a usare consolle integrate e sempre più evolute, con inseriti il manometro, computer subacquei, timer o orologi subacquei. Attualmente l'uso di profondimetro, orologio subacqueo e tabelle è universalmente sostituito dai computer subacquei.

## Storia
Il primo autorespiratore fu realizzato nel 1943 da Jacques-Yves Cousteau ed Émile Gagnan.